# La Dame de Constantinople
Pour plus de détails, voir Fiche technique et Distribution.
La Dame de Constantinople est une comédie dramatique hongroise de 1969, réalisée par Judit Elek. C'est son premier long métrage cinématographique de fiction. Ce film est présenté à la Semaine de la critique au Festival de Cannes 1969 et au Festival du film de New York 1969, puis restauré au milieu des années 2020, lui permettant de ressortir en salle et d'être de nouveau présenté dans quelques festivals.

## Synopsys
Le film est centré sur une femme âgée veuve interprétée par Manyi Kiss, qui vit dans un appartement de Budapest, un petit deux-pièce encombré de souvenirs, dans un grand ensemble surpeuplé.  Mais on lui fait comprendre que, compte-tenu du manque de logements dans la ville, il lui faut céder cet appartement à une famille. L'intérêt suscité par son appartement et la recherche d'un autre appartement provoquent des rencontres incongrues avec des inconnus, à qui elle raconte son passé. Les visiteurs défilent. Après une soirée où des visiteurs apportent des gâteaux, boivent, jouent du piano et dansent, pendant laquelle elle se sent un peu revivre, elle trouve un logement. Elle est ainsi amenée à s'installer en périphérie de Budapest, dans une zone plus champêtre, mais où sa solitude s'accroît,.
Ce film est aussi, de fait, une évocation de la Hongrie sous le joug soviétique.

## Fiche technique
- Titre français : La Dame de Constantinople
- Titre original hongrois : Sziget a szárazföldön
- Réalisation : Judit Elek
- Scénario : Judit Elek, Iván Mándy
- Photographie :directeur de la photographie Elemér Ragályi
- Son : Károly Peller
- Montage :
- Musique : Vilmos Körmendi
- Décors : costumes de Zsuzsa Vicze
- Production :
- Sociétés de production :
- Société de distribution : Mokép
- Format : noir et blanc
- Pays de production :  Hongrie
- Langue originale : hongrois
- Genre : drame
- Durée : 79 minutes
- Dates de sortie :
  - France : mai 1969 (Festival de Cannes 1969);

## Distribution
- Manyi Kiss : le personnage principal
- Éva Almási
- István Dégi
- etc...

## Production
Le film est tourné en partie comme un documentaire dans les rues de Budapest, l'actrice principale interagissant avec des passants médusés devant la caméra. 
Le film est présenté à la Semaine de la critique  au Festival de Cannes 1969 et au Festival du film de New York 1969. 
Une restauration est entreprise au début des années 2020, à partir du négatif et d'une copie positive 35 mm d'origine, par l'Institut national du film hongrois, permettant à ce film de ressortir en salle et dans quelques festivals,,.